# 원호초등학교
원호초등학교는 대한민국 경상북도 구미시 고아읍에 있는 초등학교다.원호초는 원호에 있다.원호초는 초등학교다.

## 학교 연혁
- 1997.09.01 원호초등학교 개교(26학급)
- 1997.11.01 병설유치원 설립 인가(1학급)
- 1998.03.01 교육부 지정 ‘인성교육’ 시범학교 운영(2년)
- 1998.09.01 경상북도교육청 지정 새 학교 수범학교
- 1999.03.01 교육부 지정 ‘열린교육’ 시범학교 운영(1년)
- 2000.03.01 경상북도교육청 지정‘학습매체 활용’시범학교 운영(2년)
- 2004.03.01 교육부 지정 ‘e-Learning' 연구학교 운영(2년)
- 2004.03.01 문장초등학교 분리
- 2007.03.01 경상북도교육청 지정 ‘방과후학교’시범학교 운영(1년)
- 2009.09.01 교원능력개발평가 선도학교(1년)
- 2009.09.01 경상북도교육청 지정 2009개정교육과정 연구·선도학교 운영(2년)
- 2011.03.01 교육과학기술부선정 자율형 창의경영학교 운영(3년)
- 2011.08.29 경상북도교육청 지정 2학기 주5일수업제 선도학교 운영
- 2012.03.01 교육과학기술부요청 도지정 창의？인성 모델학교 운영(2년)
- 2012.12.31 2012년도 학생건강증진분야(급식)교과부표창, 진로교육연구대회(학교경영분과) 전국 1등급
- 2012.12.31 교육과학기술부선정 자율형 창의경영학교 운영
- 2013.03.01 교육과학기술부요청 경상북도교육청 지정 창의ㆍ인성 모델학교 운영
- 2013.12.31 2013 경상북도교육청 컨설팅장학 공모전 장려
- 2013.12.31 2013명품!경북교육 홍보 우수사례 공모전 우수학교 선정
- 2013.12.31 2013 바른인성교육실천사례 연구대회 기관 우수
- 2013.12.31 2013 교육과정 우수학교 공모전 교육감 표창
- 2013.12.31 2013 경상북도교육청 학력관리 우수학교
- 2014.02.20 제17회 졸업식(졸업생 192명, 총 졸업생 3,777명)
- 2014.03.01 총 42학급 편성(특수학급 1 포함), 유치원 2학급 편성
- 2014.03.01 제8대 조동익 교장선생님 부임
- 2014.12.31 2014 경상북도교육청 교육과정 최우수교 선정 및 교육부 인성교육 실천 우수교 선정
- 2014.12.31 2014명품 경북교육 프로그램 인증제 선정
- 2014.12.31 2014 교육부 바른인성교육실천사례 전국대회 기관 우수 선정
- 2014.12.31 2014 교육부 학부모 학교교육참여 우수사례 장려, 2014학력관리, 자율수업 장학 우수학교 선정
- 2014.12.31 제7회 경북 eduTop공모전 우수교 선정
- 2014.12.31 제11회 구미시 어린이독서왕 선발대회 최우수 지도학교상
- 2014.12.31 제1회 내손으로 만드는 안전한 학교 공모전 전국 최우수상
- 2015.02.13 제18회 졸업식(졸업생 147명, 총 졸업생 3,924명)
- 2015.03.01 총 43학급 편성(특수학급 1포함), 유치원 2학급 편성
- 2015.03.01 교육부 선정 인성교육 실천 우수학교 운영